# Список візантійських винаходів

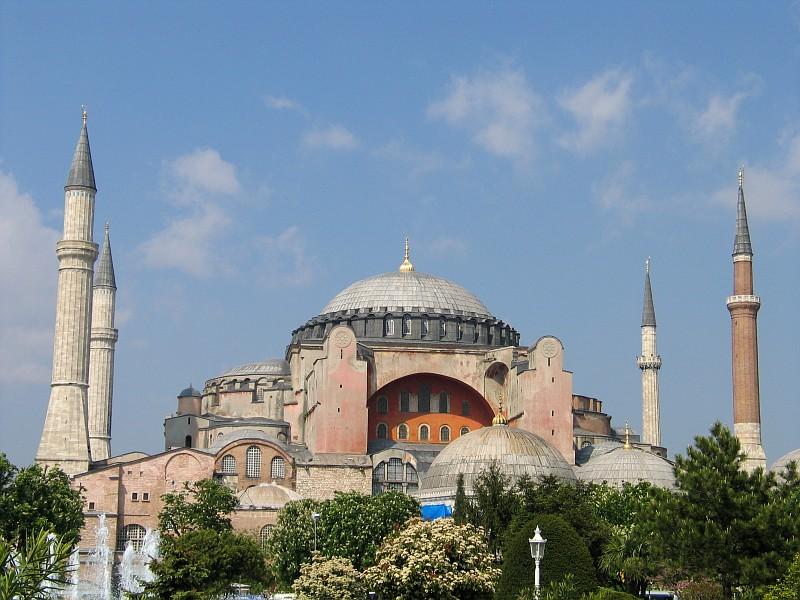
Характерний багатокупольний профіль візантійського собору Святої Софії, першого підвісного купола в історії, сформував як православну, так і ісламську архітектуру.

Візантійська або Східна Римська імперія була спадкоємицею Римської імперії після того, як її частина розпалася. Її основними складовими були римські державні традиції, елліністична культура та християнська віра.

## Архітектура
- Хрест у квадраті: Хрест у квадраті був домінуючою архітектурною формою середньовічних візантійських церков. Знаменуючи собою рішучий відхід від видовженого планування базиліки, він був описаний як «тип церкви, який був по-своєму досконалим»[2]. Найдавнішим збереженим прикладом є церква Богородиці в Константинополі (907/908), його розвиток можна простежити з достатньою мірою впевненості принаймні до церкви Неа Екклесіа, освяченої в 880/881 році[3].
- Вітрильний купол: В загальному, вітрило (пандатив) — це будівельне рішення, яке дозволяє побудувати круглий купол на прямокутному плані. Хоча попередні форми вже існували в римському купольному будівництві,[4] перший повністю розроблений підвісний купол відноситься до реконструкції собору Святої Софії в 563 році.[5] Розроблений Ісидором Мілетським, племінником першого архітектора Ісидора Мілетського, круговий дизайн, з максимальним діаметром 31,24 м, залишався неперевершеним до епохи Відродження (Флорентійський собор). Собор Святої Софії став зразком православного храму, а його архітектурний стиль наслідували турецькі мечеті тисячу років по тому.
- Міст із загостреною аркою: Найдавнішим відомим мостом, що спирається на загострену арку, є Карамагарський міст 5-6 століття н. е. в Каппадокії.[6] Його єдина арка довжиною 17 м перетинає повноводну річку Євфрат.[7] Напис грецькою мовою, який є цитатою з Біблії, нанесений вздовж одного з ребер арки.[8] Сьогодні споруда затоплена Кебанським водосховищем.[9]

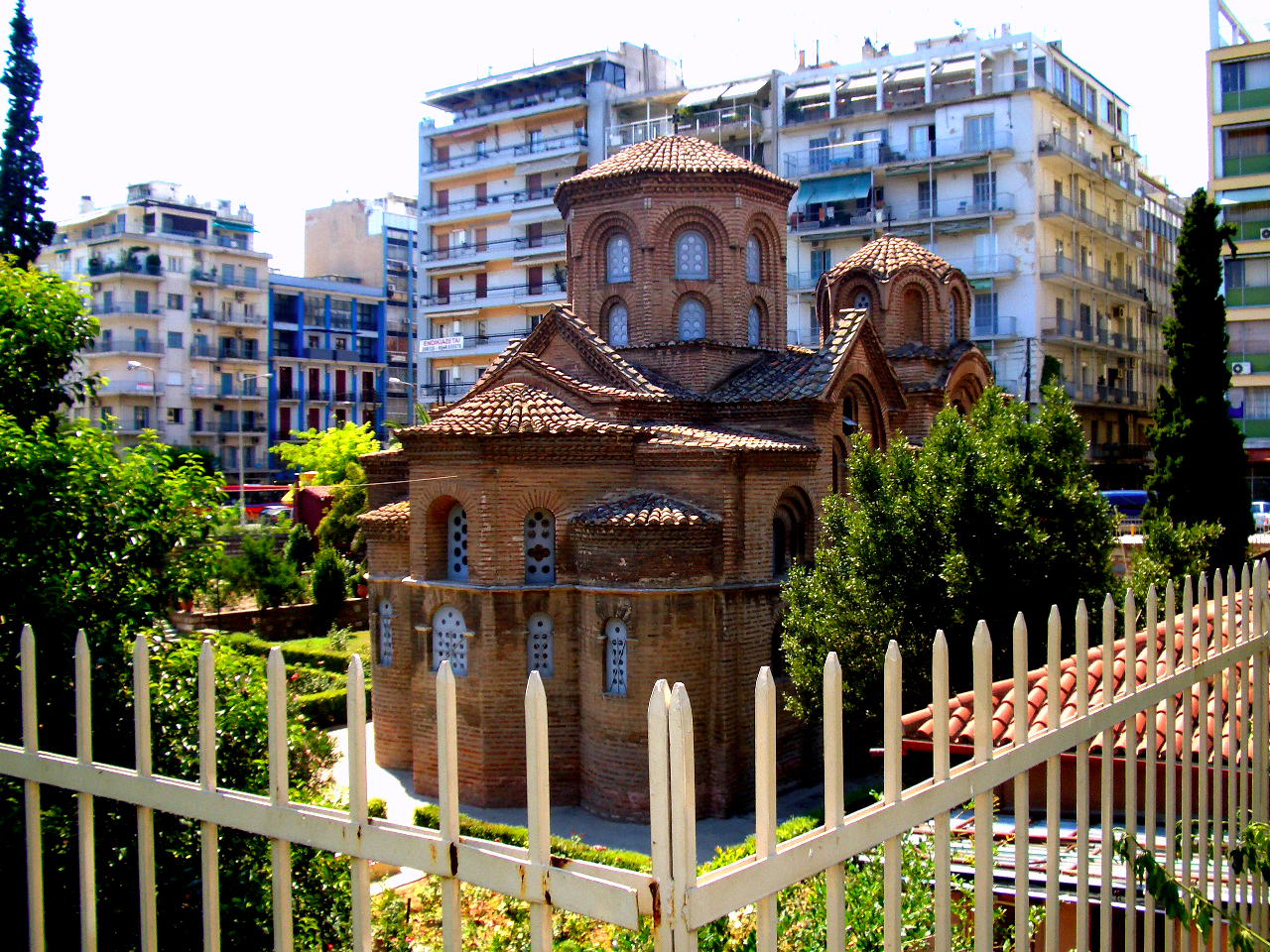
Панагія Халкеон, церква 11 століття у формі хреста на площі
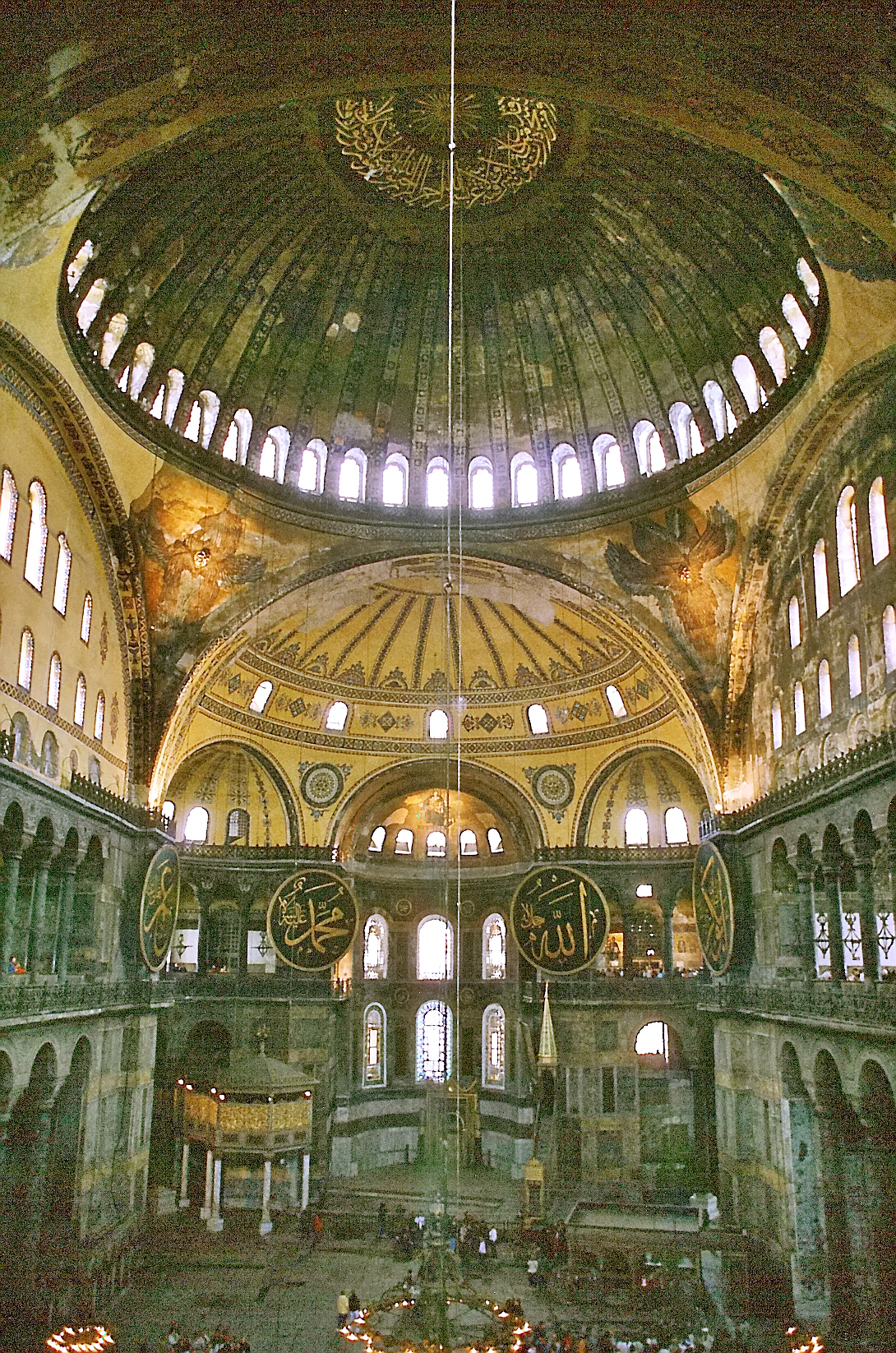
Вітрильний купол собору Святої Софії (563), вигляд зсередини

## Війна
Требушет з противагою: Найдавніша письмова згадка про требушет з противагою, набагато потужнішу конструкцію, ніж простий тяговий требушет, з'являється у праці історика ХІІ століття Нікетаса Хоніата. Чеведден припускає, що новий тип артилерії був представлений під час облоги Нікеї 1097 року, коли імператор Олексій I Комнін, союзник хрестоносців, що взяли в облогу місто, винайшов нові зразки важкої артилерії, які відрізнялися від традиційного дизайну і справили глибоке враження на всіх.
Ручний требушет: Ручний требушет — праща, що кріпилася на жердині за допомогою важільного механізму, який приводив у рух снаряди. По суті, це був портативий требушет, якою могла керувати одна людина, і була запропонована імператором Никифором II Фокою близько 965 року для розгрому ворожих формувань у відкритому просторі. Вона також згадується в «Тактиці» генерала Никифора Урана (бл. 1000 р.) і згадується в «Anonymus De obsidione toleranda» як один з видів артилерії.
Грецький вогонь: Винахід і військове застосування грецького вогню відіграло вирішальну роль в обороні імперії від раннього натиску арабів-мусульман. Принесена до Константинополя біженцем з Сирії на ім'я Каллінікос, запальна зброя прийшла саме вчасно, щоб врятувати столицю від мусульманських облог 674—678 та 717—718 років, які в іншому випадку могли б стати фатальними для Імперії Ромеїв.
Грецький вогонь, який візантійські хроністи називали «морським вогнем» або «рідким вогнем», був насамперед військово-морською зброєю, яку використовували у битвах між кораблями проти ворожих галер. Точний склад був державною таємницею, що надійно охоронялася, і сучасні вчені продовжують сперечатися про його інгредієнти, але основний спосіб застосування досить зрозумілий, який фактично є вогнеметом: рідка суміш, нагріта в жаровні і під тиском насоса, викидалася оператором через сифон у напрямку противника. Окрім того, вона могла бути вилита з поворотних кранів або кинута в керамічні гранати.
Грецький вогонь мав страшну репутацію серед численних ворогів Візантії, які почали використовувати власні горючі речовини — ймовірно, різного складу. Однак це була не чудодійна зброя, вона залежала від сприятливих погодніх умов, таких як спокійне море та вітер. Коли і як було припинено використання грецького вогню, точно не відомо.
Запалювальна граната: Гранати з'явилися невдовзі після правління Лева III (717—741), коли візантійські солдати дізналися, що грецький вогонь можна не лише випускати з вогнеметів, але й кидати в кам'яні та керамічні глечики. Більші ємності кидали у ворога катапультами або требушетами, які або підпалювали перед випуском, або підпалювали вогняними стрілами після влучання. Пізніше гранати взяли на озброєння мусульманські армії: Посудини характерної сфероконічної форми, які багато авторів ідентифікують як корпуси гранат, були знайдені на більшій частині ісламського світу, а в сирійському місті Хама була розкопана можлива майстерня з виробництва гранат, що датується ХІІІ століттям.

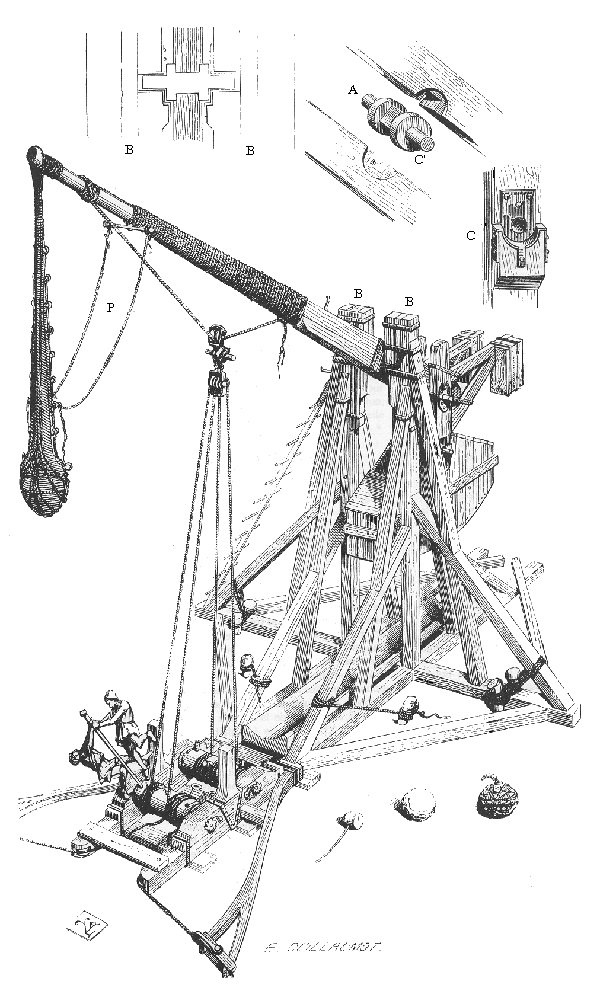
Сучасне креслення требушета з противагою, який готується до стрільби
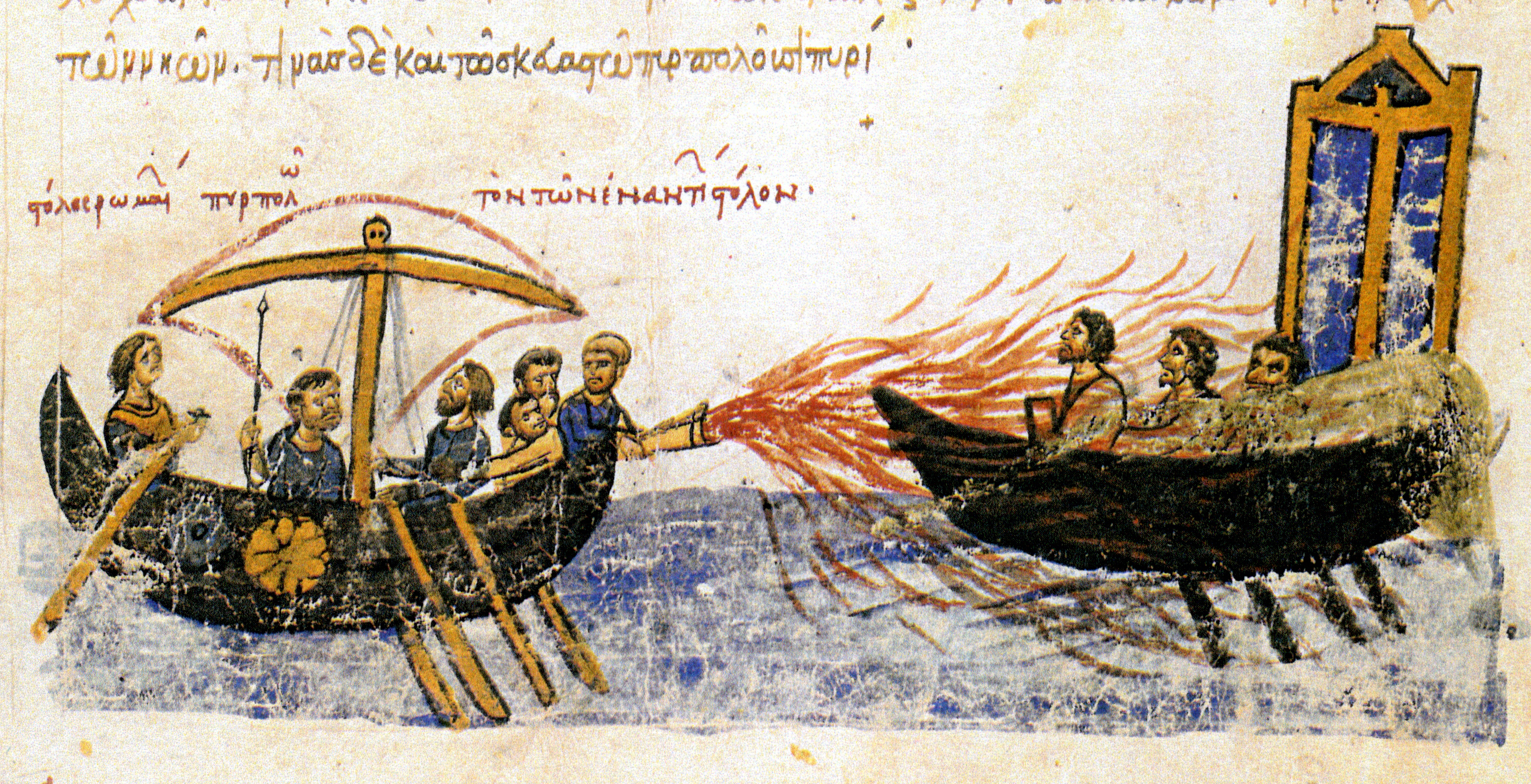
Візантійський корабель, що використовує грецький вогонь наприкінці 11 століття
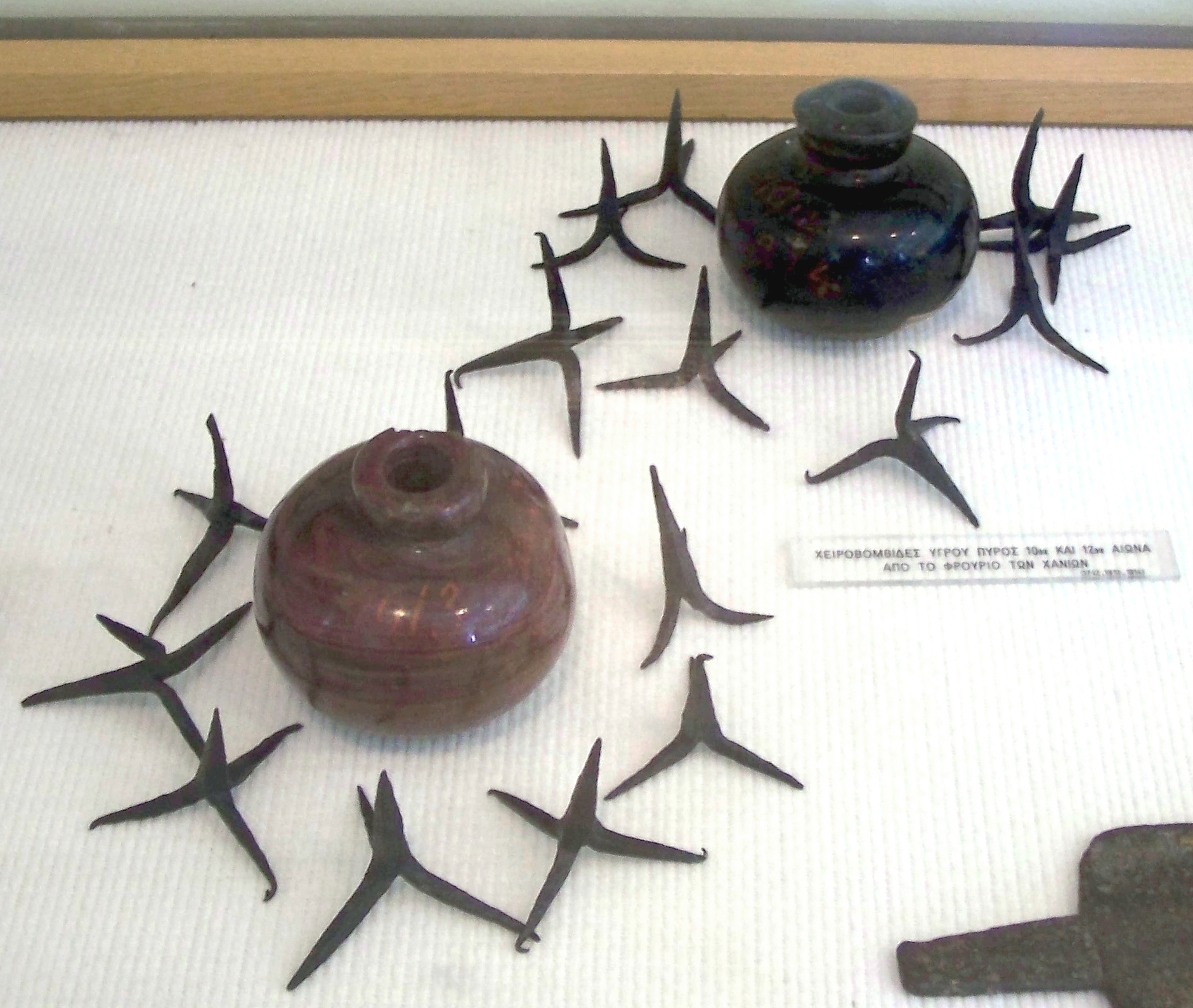
Глиняні гранати, наповнені грецьким вогнем (10-12 століття)
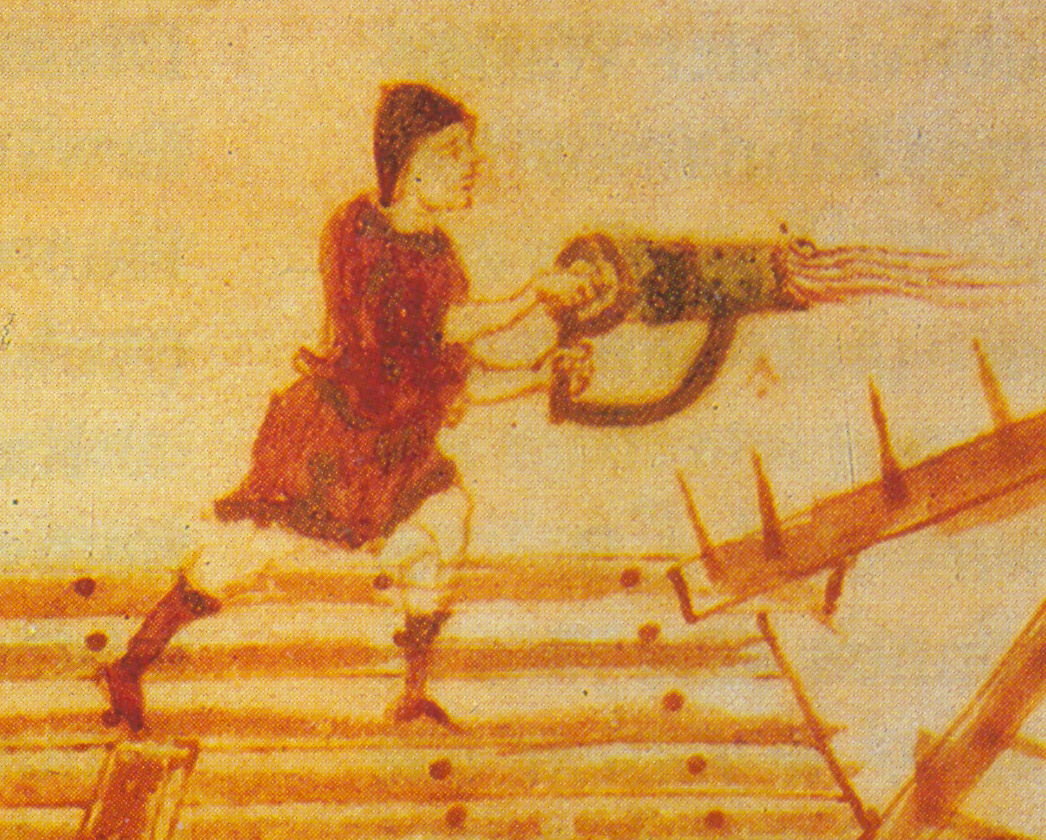
Ручний сифонофор, переносний вогнемет

## Наука і побут
- Виделка: спочатку виделку використовували як столовий прибор у VII столітті аристократи Візантійської імперії. Пізніше вона потрапила до Західної Європи завдяки шлюбу Марії Аргіропуліни з Джованні Орсеоло. Кажуть, що під час весільного бенкету вона їла своєю особистою золотою виделкою з двома зубцями. Венеціанці, які їли руками, вважали використання виделки блюзнірством: «Бог у своїй мудрості дав людині природні виделки — її пальці. Тому для нього є образою підміняти їх під час їжі штучними металевими виделками», — стверджував один з представників духовенства. Через кілька років вона померла від хвороби. Венеціанці стверджували, що це сталося через те, що вона не вшанувала Бога своєю виделкою[22][23][24].
- Візантійська ліра: середньовічний смичковий струнний музичний інструмент у Візантійській імперії.
- Corpus Juris Civilis: За часів правління Юстиніана Великого він ініціював реформи, які мали очевидний вплив на розвиток юриспруденції, оскільки його Corpus Juris Civilis став основою юриспруденції в західному світі.
- Ікона: Ікони — це зображення святих, таких як Ісус Христос, Діва Марія та інші святі, які, написані за певними традиційними правилами, відіграють ключову роль у Православній Церкві з перших днів їх існування. Найбільш характерною візантійською формою є зображення на переносних дерев'яних панелях, розписаних в елліністичних техніках темперою або енкавстикою. Інші різновиди включають рельєфи з дорогоцінних металів або мозаїчні панелі, оздоблені тессерами з дорогоцінного каміння, золота, срібла та слонової кістки. Використання ікон жорстоко заборонялося під час іконоборства, яке домінувало у внутрішній політиці Візантії у VIII та IX століттях, але врешті-решт було відновлено після перемоги над іконоборцями. Лише кілька ранніх ікон пережили іконоборство, найяскравішими прикладами є колекція VI-VII століття з монастиря Святої Катерини.[25]
- Фета: сир фета, зокрема, вперше згадується у Візантійській імперії в «Поемі про медицину» Авіценни під назвою prósphatos (грец. πρόσφατος, «недавній», «свіжий»), і вироблявся критянами та арумунами Фессалії.
- Корабельний млин: Історик Прокопій Кесарійський пише, що корабельні млини були запроваджені Велізарієм під час облоги Риму (537/538), спочатку як тимчасове рішення. Після того, як остготи перервали водопостачання акведуків, від яких залежала робота млинів, Велізарій наказав обладнати річкові човни млиновими механізмами; їх пришвартовували між опорами мосту, де сильна течія приводила в рух водяні колеса, встановлені на судні. Інноваційне використання швидко знайшло визнання серед середньовічних водяних млинів, досягнувши Парижа і Франкського королівства через два десятиліття.[26]
- Теорія імпетуса: Теорія імпетуса була представлена Іоанном Філопоном, і вона є попередником понять інерції, імпульсу та прискорення[27].
- Лікарня: У Візантійській імперії з'явилося поняття лікарні як закладу, що надає медичну допомогу та можливість вилікувати пацієнта завдяки ідеалам християнського милосердя, а не просто як місця для смерті[28].
- Розділення сіамських близнюків: Перший відомий приклад розділення сіамських близнюків стався у Візантійській імперії в 10 столітті. Пара зрощених близнюків жила в Константинополі протягом багатьох років, коли один з них помер, тому константинопольські хірурги вирішили видалити тіло померлого. Результат був частково успішним, оскільки близнюк, який вижив, прожив три дні перед смертю. Про те, що друга людина прожила кілька днів після розділення, історики згадували і через півтора століття. Наступний зафіксований випадок розділення зрощених близнюків стався у 1689 році в Німеччині[29].

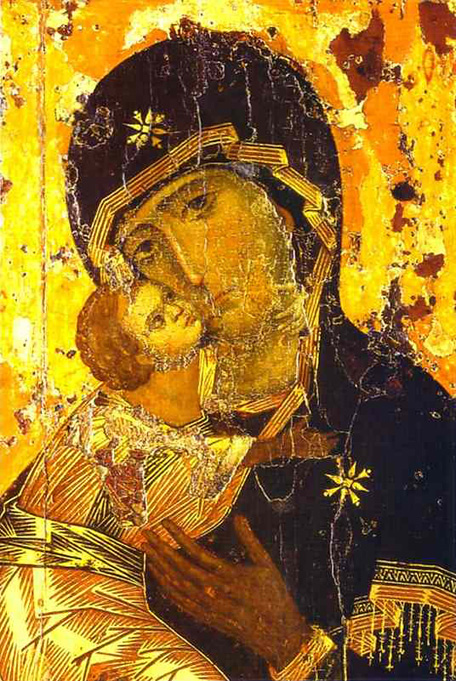
Вишгородська ікона Божої Матері, ікона 12 століття
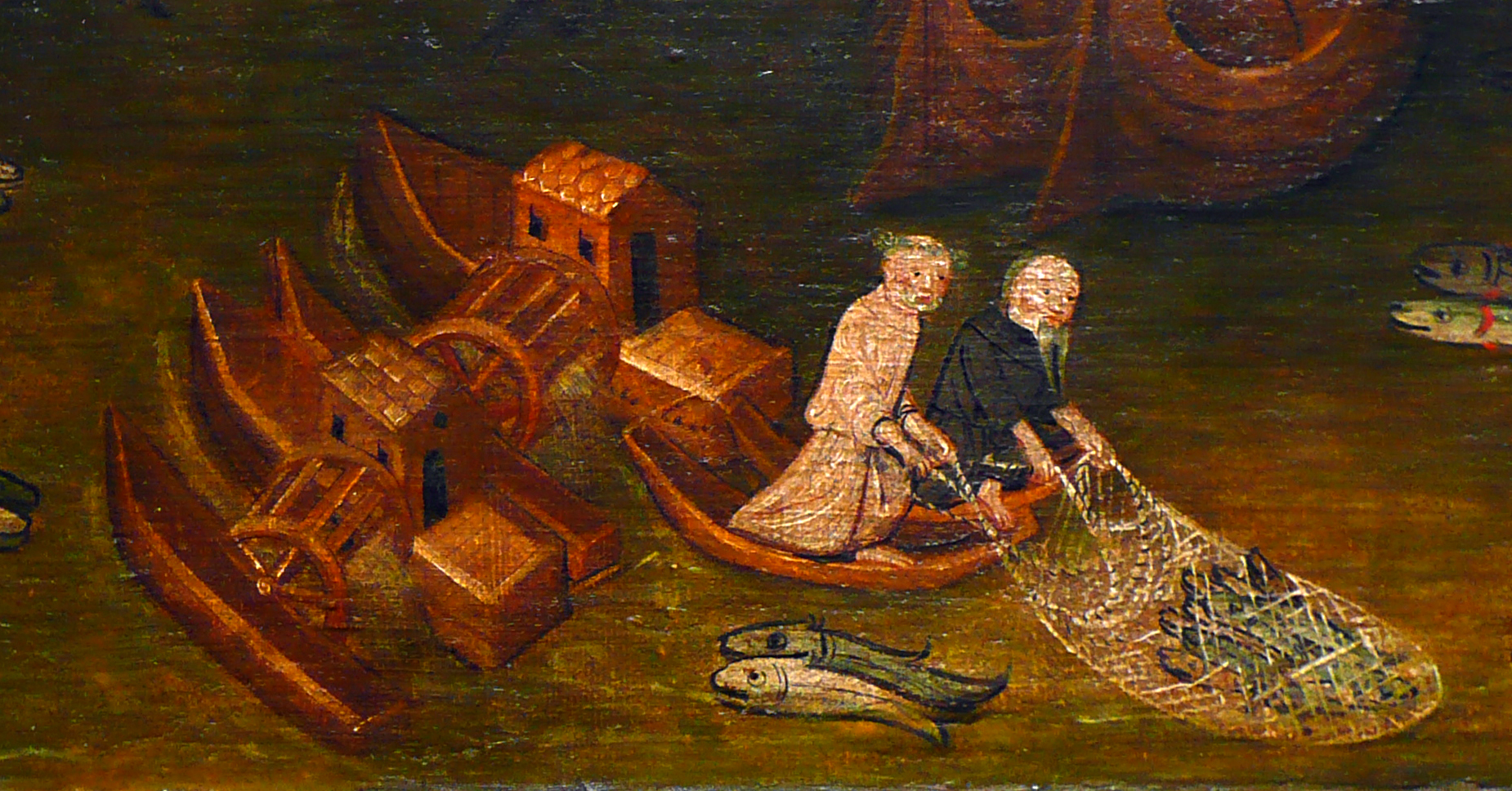
Середньовічні корабельні млини на Рейні

## Зовнішні посилання
Млаханас: візантійська наука і техніка